# Équipe du Paraguay de football à la Coupe du monde 1930
L'équipe du Paraguay de football est éliminée au premier de la Coupe du monde de football 1930.

## Joueurs et encadrement
| Nom                | Nom                    | Club                  | Date de naissance | J.              | Buts            |                 |                 |                 |
| Gardiens de but    | Gardiens de but        | Gardiens de but       | Gardiens de but   | Gardiens de but | Gardiens de but | Gardiens de but | Gardiens de but | Gardiens de but |
| ------------------ | ---------------------- | --------------------- | ----------------- | --------------- | --------------- | --------------- | --------------- | --------------- |
| -                  | Pedro Benítez          | Club Libertad         | ?                 | 1               | 0               | 0               | 0               | 0               |
| -                  | Modesto Denis          | Club Nacional         | 1901              | 1               | 0               | 0               | 0               | 0               |
| Défenseurs         |                        |                       |                   |                 |                 |                 |                 |                 |
| -                  | Eustacio Chamorro      | Club Presidente Hayes | ?                 | 0               | 0               | 0               | 0               | 0               |
| -                  | Salvador Flóres        | Cerro Porteño         | 1906              | 1               | 0               | 0               | 0               | 0               |
| -                  | José Miracca           | Club Nacional         | 23.09.1903        | 1               | 0               | 0               | 0               | 0               |
| -                  | Quiterio Olmedo        | Club Nacional         | 21.12.1907        | 2               | 0               | 0               | 0               | 0               |
| Milieux de terrain |                        |                       |                   |                 |                 |                 |                 |                 |
| -                  | Francisco Aguirre      | Olimpia Asunción      | 1908              | 1               | 0               | 0               | 0               | 0               |
| -                  | Santiago Benítez       | Olimpia Asunción      | 1903              | 1               | 0               | 0               | 0               | 0               |
| -                  | Eusebio Díaz           | Club Guaraní          | 1901              | 2               | 0               | 0               | 0               | 0               |
| -                  | Romildo Etcheverry     | Olimpia Asunción      | 1907              | 1               | 0               | 0               | 0               | 0               |
| -                  | Diego Florentín        | Club River Plate      | ?                 | 0               | 0               | 0               | 0               | 0               |
| -                  | Tranquilino Garcete    | Club Libertad         | 1907              | 2               | 0               | 0               | 0               | 0               |
| Attaquants         |                        |                       |                   |                 |                 |                 |                 |                 |
| -                  | Delfín Benítez Cáceres | Club Libertad         | 24.09.1910        | 1               | 0               | 0               | 0               | 0               |
| -                  | Saguier Carreras       | Club Sportivo Luqueño | ?                 | 0               | 0               | 0               | 0               | 0               |
| -                  | Diógenes Domínguez     | Club Sportivo Luqueño | 1902              | 1               | 0               | 0               | 0               | 0               |
| -                  | Aurelio González       | Olimpia Asunción      | 25.09.1905        | 2               | 0               | 0               | 0               | 0               |
| -                  | Lino Nessi             | Club Libertad         | 1904              | 2               | 0               | 0               | 0               | 0               |
| -                  | Amadeo Ortega          | Club River Plate      | ?                 | 0               | 0               | 0               | 0               | 0               |
| -                  | Bernabé Rivera         | Club Sportivo Luqueño | ?                 | 0               | 0               | 0               | 0               | 0               |
| -                  | Gerardo Romero         | Club Libertad         | 1906              | 1               | 0               | 0               | 0               | 0               |
| -                  | Luis Vargas Peña       | Olimpia Asunción      | 1905              | 2               | 1               | 0               | 0               | 0               |
| -                  | Jacinto Villalba       | Cerro Porteño         | ?                 | 0               | 0               | 0               | 0               | 0               |
| Sélectionneur      |                        |                       |                   |                 |                 |                 |                 |                 |
|                    | José Durand Laguna     |                       | 07.11.1885        |                 |                 |                 |                 |                 |

## Compétition

### Premier tour

#### États-Unis-Paraguay
| 17 juillet 1930                     | États-Unis                                                                                         | 3 – 0   | Paraguay | Estadio Gran Parque Central (Montevideo)     |                                              |
| 14 h 45 · Historique des rencontres | Patenaude 10e, 18e, 50e                                                                            | (2 - 0) | | Spectateurs : 18 306 Arbitrage : José Macías | Spectateurs : 18 306 Arbitrage : José Macías |
| 14 h 45 · Historique des rencontres | Rapport                                                                                            |         | | Spectateurs : 18 306 Arbitrage : José Macías | Spectateurs : 18 306 Arbitrage : José Macías |
| 14 h 45 · Historique des rencontres | Douglas - Wood, Moorhouse - Gallagher, Tracey, Brown - Gonsalves, Florie , Patenaude, Auld, McGhee | Équipes | Denis - Olmedo, Miracca - Etcheverry, Díaz, Aguirre - Nessi, Domínguez, González, Benítez Cáceres, Vargas Peña | Spectateurs : 18 306 Arbitrage : José Macías | Spectateurs : 18 306 Arbitrage : José Macías |

#### Paraguay-Belgique
| 20 juillet 1930                     | Paraguay | 1 – 0   | Belgique                                                                                              | Stade Centenario (Montevideo)                      |                                                    |
| 15 h 00 · Historique des rencontres | Vargas Peña 40e                                                                                                 | (1 - 0) | | Spectateurs : 12 000 Arbitrage : Ricardo Vallarino | Spectateurs : 12 000 Arbitrage : Ricardo Vallarino |
| 15 h 00 · Historique des rencontres | Rapport |         | | Spectateurs : 12 000 Arbitrage : Ricardo Vallarino | Spectateurs : 12 000 Arbitrage : Ricardo Vallarino |
| 15 h 00 · Historique des rencontres | P. Benítez - Olmedo, Flóres - S. Benítez, Díaz, Garcete - Nessi, Romero, González, Benítez Cáceres, Vargas Peña | Équipes | Badjou - De Deken, Hoydonckx - Nouwens, Hellemans, Braine - Diddens, Delbeke, Adams, Moeschal, Versyp | Spectateurs : 12 000 Arbitrage : Ricardo Vallarino | Spectateurs : 12 000 Arbitrage : Ricardo Vallarino |

#### Classement
| Rang | Équipe     | Pts | J | G | N | P | Bp | Bc | Diff |  | Résultats (▼ dom., ► ext.) |  |     |     |
| ---- | ---------- | --- | - | - | - | - | -- | -- | ---- |  | -------------------------- |  | --- | --- |
| 1    | États-Unis | 4   | 2 | 2 | 0 | 0 | 6  | 0  | +6   |  | États-Unis                 |  | 3-0 | 3-0 |
| 2    | Paraguay   | 2   | 2 | 1 | 0 | 1 | 1  | 3  | -2   |  | Paraguay                   |  |     | 1-0 |
| 3    | Belgique   | 0   | 2 | 0 | 0 | 2 | 0  | 4  | -4   |  | Belgique                   |  |     |     |